# Đội tuyển bóng đá quốc gia Nga
Đội tuyển bóng đá quốc gia Nga (tiếng Nga: национальная сборная России по футболу, natsionalnaya sbornaya Rossii po futbolu) là đội tuyển bóng đá cấp quốc gia của Nga do RFU quản lý và thuộc Liên đoàn bóng đá châu Âu (UEFA). Sân nhà của Nga là sân vận động Luzhniki ở Moskva và huấn luyện viên trưởng hiện tại của họ là Valeri Karpin.
Mặc dù là thành viên của FIFA từ năm 1912 (với tư cách là Đế quốc Nga trước năm 1917 và với tư cách là Liên Xô năm 1924–1991), Nga lần đầu tiên tham dự FIFA World Cup vào năm 1958. Họ đã vượt qua vòng loại giải đấu tổng cộng 11 lần, với kết quả tốt nhất của họ là vị trí thứ 4 vào năm 1966. Nga là thành viên của UEFA từ năm 1954. Họ đã giành chức vô địch châu Âu lần đầu tiên vào năm 1960 và á quân vào các năm 1964, 1972 và 1988. Kể từ khi Liên Xô tan rã, kết quả tốt nhất của Nga là ở UEFA Euro 2008, khi đội giành được huy chương đồng.

## Lịch sử
Sau khi Liên Xô tan rã (dẫn đến sự tan rã của đội tuyển bóng đá quốc gia Liên Xô), Nga đã chơi trận đấu quốc tế đầu tiên với México vào ngày 16 tháng 8 năm 1992 với chiến thắng 2–0 trước một đội gồm các cầu thủ Liên Xô cũ, bao gồm một số sinh ra ở các nước cộng hòa thuộc Liên Xô cũ khác.

### Khởi đầu
Được dẫn dắt bởi huấn luyện viên Pavel Sadyrin, Nga nằm trong bảng 5 cho chiến dịch vòng loại cho FIFA World Cup 1994 được tổ chức tại Hoa Kỳ bao gồm Hy Lạp, Iceland, Hungary và Luxembourg. Việc CHLB Nam Tư bị đình chỉ thi đấu đã giảm nhóm xuống còn năm đội. Nga cuối cùng đã vượt qua vòng loại cùng với Hy Lạp với sáu trận thắng và hai trận hòa. Nga đến Hoa Kỳ để bắt đầu một kỷ nguyên mới của bóng đá Nga với tư cách là một quốc gia độc lập. Đội hình Nga gồm những cựu binh như thủ môn Stanislav Cherchesov, Aleksandr Borodyuk và các cầu thủ như Viktor Onopko, Oleg Salenko, Dmitri Cheryshev, Aleksandr Mostovoi, Vladimir Beschastnykh và Valeri Karpin (một số cầu thủ Nga này có thể đã chọn khoác áo đội tuyển bóng đá quốc gia Ukraine nhưng Liên đoàn bóng đá Ukraine đã không được công nhận đúng lúc để cạnh tranh trong vòng loại FIFA World Cup 1994).
Ở giải đấu cuối cùng, Nga được xếp vào bảng B với Cameroon, Thụy Điển và Brasil. Đây được coi là một bảng đấu mạnh với Nga có ít cơ hội vượt qua vòng loại thứ hai. Trong hai trận đầu tiên của họ tại Detroit, Nga thua Brasil 2–0 và Thụy Điển 3–1. Đang căng thẳng về việc bị loại, Nga đã đánh bại Cameroon 6–1 tại San Francisco với Oleg Salenko ghi được 5 bàn thắng trong một trận đấu duy nhất. Nga đã bị loại khỏi giải đấu với ba điểm sau một trận thắng và hai trận thua. Sadyrin sau đó đã bị sa thải sau màn trình diễn tệ hại.

### Euro 1996

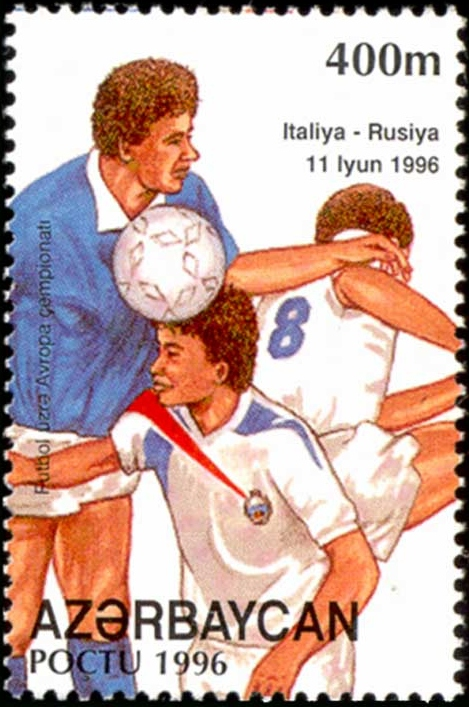
Trận đấu của Nga với Ý tại UEFA Euro 1996 trên tem của Azerbaijan.

Sau khi Sadyrin bị sa thải, Oleg Romantsev được bổ nhiệm làm huấn luyện viên dẫn dắt tuyển Nga tham dự VCK Euro 1996. Romantsev được kỳ vọng sẽ vượt qua vòng loại Nga cho giải đấu cuối cùng và thể hiện tốt. Trong đội hình của mình, ông đã lựa chọn nhiều cầu thủ từ FIFA World Cup 1994 như Viktor Onopko, Aleksandr Mostovoi, Vladimir Beschastnykh và Valeri Karpin. Trong suốt vòng loại, Nga đã vượt qua Scotland, Hy Lạp, Phần Lan, San Marino và Quần đảo Faroe để kết thúc ở vị trí đầu tiên với tám trận thắng và hai trận hòa.
Tại giải đấu cuối cùng, Nga nằm ở bảng C với Đức , CH Séc và Italia . Bảng C được coi là bảng tử thần với Nga được mệnh danh là đội yếu nhất, và họ đã bị loại sau trận thua 2-1 trước Ý và 3–0 trước Đức dù có hiệp một không bàn thắng ở lượt trận sau. Trận đấu cuối cùng của Nga với Cộng hòa Séc kết thúc với tỷ số 3–3. Đức và CH Séc tiếp tục gặp nhau trong trận chung kết.

### 1997–99

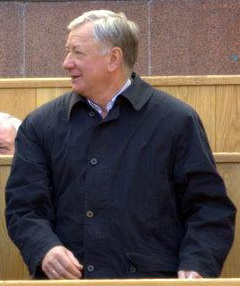
Boris Ignatyev quản lý Nga trong chiến dịch không thành công của họ cho vòng loại FIFA World Cup 1998.

Sau Euro 96, Boris Ignatyev được bổ nhiệm làm huấn luyện viên cho chiến dịch vượt qua vòng loại FIFA World Cup 1998 tại Pháp, giữ lại các cầu thủ tham dự Euro 96 như Viktor Onopko, Aleksandr Mostovoi và Valeri Karpin. Ở vòng loại, Nga nằm ở bảng 5 với Bulgaria, Israel, Síp và Luxembourg. Nga và Bulgaria được coi là hai ứng cử viên chính để lọt vào bảng đấu với Israel được coi là một mối đe dọa nhỏ. Nga bắt đầu chiến dịch với hai chiến thắng trước Cyprus và Luxembourg và hai trận hòa trước Israel và Cyprus. Họ tiếp tục với những chiến thắng trước Luxembourg và Israel. Nga đã phải chịu thất bại duy nhất trong chiến dịch với trận thua 1–0 trước Bulgaria. Họ kết thúc chiến dịch với chiến thắng 4–2 trong trận lượt về trước Bulgaria và đủ điều kiện tham dự vòng play-off. Trong trận play-off, Nga đã hòa với Ý. Ở trận lượt đi, Nga đã hòa 1–1. Ở trận lượt về, Nga đã bị đánh bại với tỷ số 1–0 và không thể giành quyền tham dự World Cup.
Sau khi không thể vượt qua vòng loại World Cup tại Pháp, Nga đã quyết tâm vượt qua vòng loại UEFA Euro 2000 do Bỉ và Hà Lan đồng đăng cai. Anatoliy Byshovets được bổ nhiệm làm huấn luyện viên đội tuyển Nga. Ông ấy thực hiện rất ít thay đổi trong đội hình bằng cách gọi lại các cầu thủ từ các thế hệ trước nhưng đã gọi tiền đạo Aleksandr Panov lên đội tuyển. Nga được bốc thăm trong nhóm 4 cho vòng loại với Pháp, Ukraine, Iceland, Armenia và Andorra. Nga và Pháp được coi là những ứng cử viên sáng giá cho hai vị trí đầu bảng với Ukraine là một đối thủ bên ngoài. Nga bắt đầu chiến dịch của họ với ba thất bại liên tiếp trước Ukraine, Pháp và Iceland. Quá phẫn nộ trước kết quả này, Liên đoàn bóng đá Nga đã ngay lập tức sa thải Byshovets và bổ nhiệm lại HLV Oleg Romantsev. Việc bổ nhiệm lại Romanstev làm người quản lý đã mang lại một sự thay đổi hoàn toàn cho chiến dịch của Nga. Họ đã giành chiến thắng trong sáu trận tiếp theo, bao gồm cả chiến thắng 3–2 trước nhà vô địch cuối cùng là Pháp tại Stade de France . Trong trận đấu cuối cùng của họ với Ukraine, một chiến thắng cho Nga sẽ dẫn đến việc vượt qua vòng loại với tư cách là đội thắng của bảng, có thành tích đối đầu tương tự với Pháp (thắng 3–2 và thua 3–2), đồng thời sở hữu hiệu số bàn thắng bại vượt trội. Nga dẫn trước 1–0; tuy nhiên, trận đấu đã kết thúc với tỷ số 1–1 sau một sai lầm của thủ môn Aleksandr Filimonov ở cuối trận. Nga về thứ ba trong bảng, không đủ điều kiện tham dự giải đấu lớn thứ hai liên tiếp.

### Hồi sinh

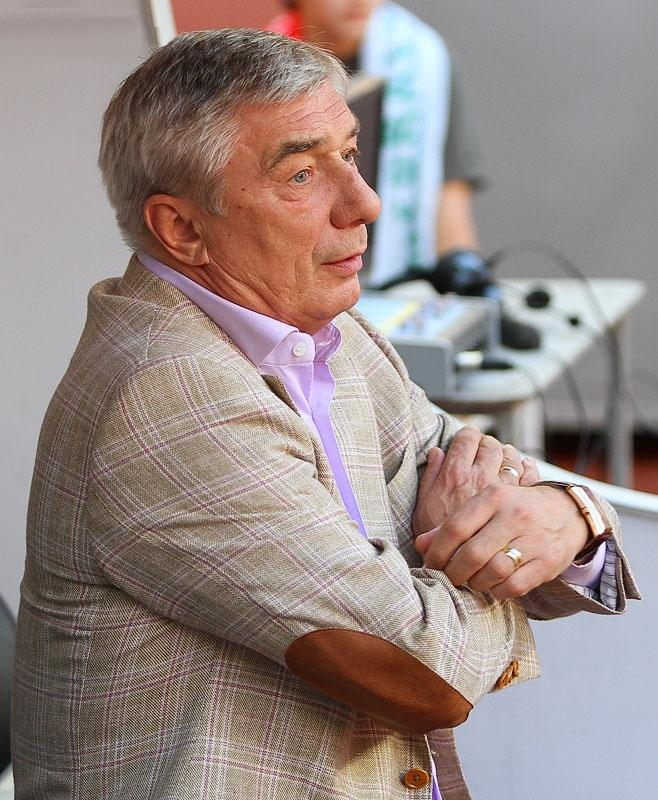
Georgi Yartsev quản lý Nga tại Euro 2004.

Oleg Romantsev vẫn là huấn luyện viên của đội tuyển quốc gia để giám sát chiến dịch vòng loại của họ tham dự FIFA World Cup 2002 tại Hàn Quốc và Nhật Bản. Ở vòng sơ loại, Nga nằm ở bảng 1 với Slovenia, CHLB Nam Tư, Thụy Sĩ, Quần đảo Faroe và Luxembourg. Nga một lần nữa được coi là ứng cử viên thích hợp để vượt qua vòng loại cùng với Thụy Sĩ hoặc CHLB Nam Tư. Nga đã kết thúc chiến dịch của họ ở vị trí đầu tiên để vượt qua vòng loại trực tiếp với bảy trận thắng, hai trận hòa và một trận thua.
Nga được xếp vào bảng H với Bỉ, Tunisia và Nhật Bản. Trong trận đầu tiên của họ, Nga đã giành được chiến thắng 2–0 trước Tunisia, nhưng để thua trận tiếp theo trước Nhật Bản với tỷ số 1–0, khiến bạo loạn nổ ra ở Moskva. Đối với trận đấu cuối cùng của họ với Bỉ, Nga cần một trận hòa để đưa họ vào vòng hai, nhưng để thua 3–2 và bị loại.
Romantsev bị sa thải ngay sau giải đấu và thay thế bằng Valery Gazzaev của CSKA. Nhiệm vụ của ông có vẻ khó khăn khi nhóm của Nga bao gồm Thụy Sĩ, Cộng hòa Ireland, Albania và Georgia với Ireland được coi là những người ưa thích và một bên là Thụy Sĩ đang tiến bộ là mối đe dọa ngày càng tăng. Nga bắt đầu chiến dịch với những chiến thắng trên sân nhà trước Cộng hòa Ireland và Albania, nhưng để thua hai trận tiếp theo trước Albania và Georgia. Gazzaev đã bị sa thải sau trận hòa đáng thất vọng với Thụy Sĩ ở Basel, và Georgi Yartsev sau đó được bổ nhiệm làm huấn luyện viên. Anh ấy đã vượt qua vòng loại của Nga cho trận play-off chống lại xứ Wales sau những chiến thắng trên sân nhà trước Thụy Sĩ và Georgia. Trong trận lượt đi vòng play-off, Nga đã hòa 0–0 với Xứ Wales tại Moskva, nhưng cú đánh đầu của Vadim Evseev đã giúp Nga giành chiến thắng 1–0 trong trận lượt đi tại Cardiff để đủ điều kiện tham dự Euro 2004 . Chiến thắng bị lu mờ khi tiền vệ Yegor Titov của Nga có kết quả xét nghiệm dương tính với ma túy ; Trong bối cảnh những lời kêu gọi để Nga bị loại, Titov đã bị cấm thi đấu một năm vào ngày 15 tháng 2 năm 2004.
Nga được bốc thăm ở bảng A với chủ nhà Bồ Đào Nha, Tây Ban Nha và Hy Lạp. Họ không nằm trong số những đội được yêu thích để tiến bộ và việc chuẩn bị cho giải đấu bị cản trở bởi chấn thương của các hậu vệ Sergei Ignashevich và Viktor Onopko.  Nga bắt đầu giải đấu của họ với Tây Ban Nha nhưng bàn thắng muộn của Juan Carlos Valerón đã đưa Nga vào bờ vực của một trận đấu khác ở vòng bảng.  Bốn ngày sau, Nga trở thành đội đầu tiên chính thức bị loại sau thất bại 0–2 trước Bồ Đào Nha.  Trận đấu cuối cùng của nhóm dẫn đến chiến thắng 2-1 đầy bất ngờ trước nhà vô địch cuối cùng là Hy Lạp với Dmitri Kirichenkoghi một trong những bàn thắng nhanh nhất của giải đấu.
Tại vòng loại World Cup 2006, Nga được xếp vào bảng 3 cùng với Bồ Đào Nha, Slovakia, Estonia, Latvia, Luxembourg và Liechtenstein. Nga bắt đầu vòng loại với trận hòa 1-1 trước Slovakia vào ngày 4 tháng 9 năm 2004 tại Moskva và sau đó đánh bại Luxembourg 4–0, nhưng phải chịu thất bại 7–1 trước Bồ Đào Nha ở Lisbon, đây vẫn là trận thua nặng nhất của Nga. Chiến thắng trước Estonia và Liechtenstein dường như đã đưa họ trở lại đúng hướng, nhưng trận hòa 1-1 với Estonia vào ngày 30 tháng 3 năm 2005 tại Tallinn là một nỗi thất vọng lớn chứng kiến sự kết thúc của triều đại Georgi Yartsev. Dưới sự dẫn dắt của người quản lý mới Yury Syomin, Nga đã có thể thắp lại hy vọng của họ với chiến thắng 2–0 trước Latvia trước khi hòa 1–1 tại Riga vào ngày 17 tháng 8 năm 2005. Nga dường như đã chuộc lỗi với các chiến thắng trước Liechtenstein, Luxembourg và trận hòa 0–0 trước Bồ Đào Nha. Trong trận đấu cuối cùng của họ, Nga cần phải thắng Slovakia tại Bratislava. Sau trận hòa 0–0, Slovakia tiến vào vòng play-off xếp trên Nga nhờ hiệu số bàn thắng bại.

### Euro 2008

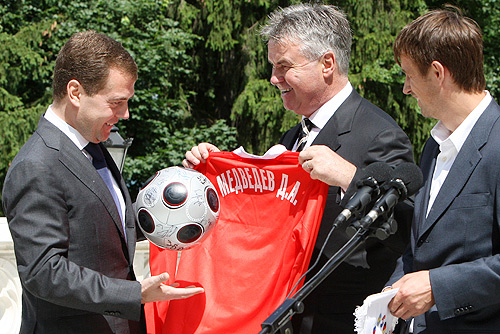
Người quản lý Guus Hiddink và tiền vệ Sergei Semak gặp Tổng thống Nga, Dmitry Medvedev, sau khi lọt vào bán kết UEFA Euro 2008.

Không thể vượt qua vòng loại Nga tham dự World Cup 2006, Yury Syomin từ chức vài tuần sau đó và Nga bắt đầu tìm kiếm người quản lý mới. Rõ ràng là một huấn luyện viên nước ngoài sẽ cần thiết vì hầu hết các huấn luyện viên nổi tiếng của Nga đều không thành công với đội tuyển quốc gia. Vào ngày 10 tháng 4 năm 2006, có thông báo rằng huấn luyện viên đội tuyển Úc lúc đó là Guus Hiddink sẽ dẫn dắt đội tuyển Nga trong chiến dịch vòng loại Euro 2008.
Đối với chiến dịch vòng loại Euro 2008, Nga được xếp vào bảng E cùng với Anh, Croatia, Israel, Macedonia, Estonia và Andorra. Trong phần lớn thời gian của chiến dịch, giữa Nga và Anh đã giành được vị trí cuối cùng sau Croatia. Nga đã thua Anh 3–0 trên sân khách, và trong trận lượt về ở Moskva, đã bị Wayne Rooney ghi bàn sớm. Trong hiệp hai, Nga đã dẫn trước để giành chiến thắng 2-1 với Roman Pavlyuchenko ghi cả hai bàn thắng. Vào ngày 17 tháng 11 năm 2007, Nga phải chịu thất bại 2-1 trước Israel khiến hy vọng vòng loại rơi vào tình thế nguy hiểm, nhưng Nga vẫn giành được một điểm trước Anh khi đánh bại Andorra 1–0 trong khi Anh thua Croatia 3–2.
Tại giải đấu Euro 2008, Nga được xếp vào bảng D với Thụy Điển và các đối thủ cùng bảng Euro 2004 là Tây Ban Nha và Hy Lạp. Trong trận giao hữu chuẩn bị với Serbia, tiền đạo chủ lực Pavel Pogrebnyak đã dính chấn thương và sẽ bỏ lỡ giải đấu. Nga đã thua trận mở màn với tỷ số 1–4 trước Tây Ban Nha tại Innsbruck nhưng sau đó đánh bại Hy Lạp 1–0 với bàn thắng của Konstantin Zyryanov. Trận thứ ba chứng kiến Nga đánh bại Thụy Điển 2–0 nhờ các bàn thắng của Roman Pavlyuchenko và Andrey Arshavin, dẫn đến việc Nga tiến vào tứ kết ở vị trí thứ hai sau Tây Ban Nha. Đây là lần đầu tiên kể từ khi Liên Xô sụp đổ, Nga vượt qua vòng bảng của một giải đấu lớn.
Trong trận tứ kết với Hà Lan, Roman Pavlyuchenko ghi một cú vô-lê ở phút thứ 10 sau khi hiệp một kết thúc. Khi trận đấu còn 4 phút, Ruud van Nistelrooy ghi bàn nâng tỉ số lên 1–1 và đưa trận đấu vào hiệp phụ. Nhưng Nga đã giành lại thế dẫn trước khi Andrey Arshavin băng xuống bên cánh trái và tung đường chuyền về phía cầu thủ dự bị Dmitri Torbinski, người đã đệm bóng vào lưới. Arshavin sau đó đánh bại Edwin van der Sar, kết thúc trận đấu với tỷ số 3-1 và đưa Nga tiến vào bán kết một giải đấu lớn lần đầu tiên kể từ khi Liên Xô tan rã. Ở vòng bán kết, một lần nữa Nga gặp lại Tây Ban Nha và thua 0–3.

### Vòng loại World Cup 2010
Nga được xếp vào bảng 4 trong vòng loại FIFA World Cup 2010, cạnh tranh với Đức, Phần Lan, xứ Wales, Azerbaijan và Liechtenstein. Đội bắt đầu chiến dịch với chiến thắng 2-1 trước Xứ Wales nhưng vào ngày 11 tháng 10 để thua 1-2 trước Đức. Phong độ của Nga sau đó được cải thiện, và bằng chiến thắng 3–1 trước Xứ Wales cùng ngày khi Phần Lan hòa 1–1 trước Liechtenstein, đảm bảo cho họ ít nhất một suất đá play-off. Trận đấu trên sân Luzhniki gặp Đức để đứng đầu bảng đã được 84.500 cổ động viên theo dõi. Miroslav Klose ghi bàn thắng duy nhất của trận đấu ở phút 35, đưa người Đức vào chung kết ở Nam Phi và Nga ở trận play-off.
Vào ngày 14 tháng 11, Nga đối mặt với Slovenia trong trận lượt đi của trận play-off hai lượt đi, nơi họ giành chiến thắng 2-1 nhờ hai bàn thắng của Diniyar Bilyaletdinov. Trong trận lượt về, Nga thua 0–1 ở Maribor, và Slovenia đủ điều kiện vào vòng chung kết theo luật bàn thắng sân khách. Vào ngày 13 tháng 2 năm 2010, có thông tin xác nhận rằng Hiddink sẽ rời khỏi vị trí quản lý của mình khi hợp đồng của ông hết hạn vào ngày 30 tháng 6.

### Euro 2012

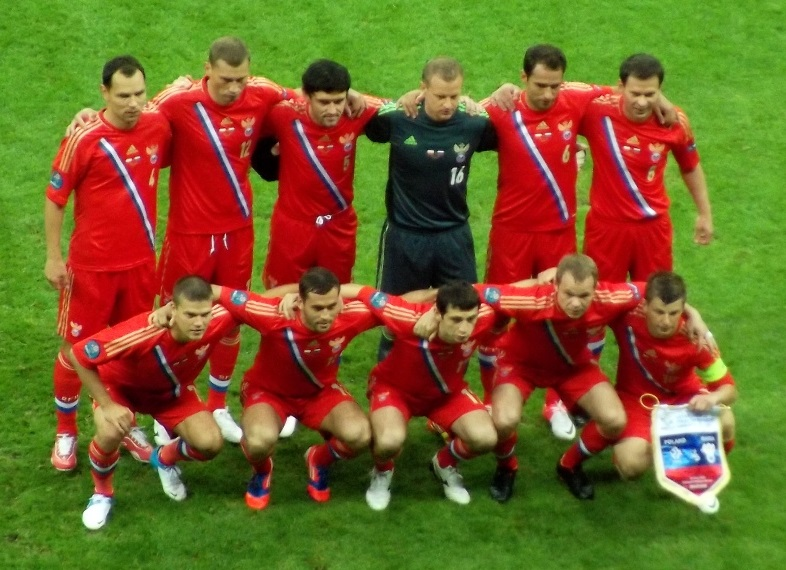
Đội hình Nga gặp Ba Lan ở Euro 2012.

Nga trực tiếp vượt qua vòng loại Euro 2012 bằng cách giành quyền tham dự vòng loại bảng B , đánh bại Slovakia, Cộng hòa Ireland, Macedonia, Armenia và Andorra. Nga được xếp vào bảng A với Ba Lan, Cộng hòa Séc và Hy Lạp. Được dẫn dắt bởi Dick Advocaat, Nga trước khi bắt đầu giải đấu được coi là những chú ngựa ô có thể có trong bóng tối, bởi họ đã bất bại gần 15 trận và giành chiến thắng ấn tượng 3–0 trước Ý chỉ một tuần trước khi trận khai mạc Euro 2012 bắt đầu. Sống theo những kỳ vọng cao đặt ra cho họ, Sbornaya khởi đầu giải đấu tốt với chiến thắng 4–1 trước Cộng hòa Séc và tạm dẫn đầu bảng với ba điểm. Alan Dzagoev ghi hai bàn và Roman Shirokov và Roman Pavlyuchenko ghi bàn. Trong trận đấu thứ hai với đồng chủ nhà Ba Lan, đoàn quân của HLV Dick Advocaat chứng kiến Dzagoev tiếp tục phong độ tốt. Anh ghi bàn mở tỷ số, nhưng Ba Lan đã gỡ hòa trong hiệp hai. Mặc dù đã rút ra, kết quả không được coi là một kết quả tồi tệ. Sbornaya tràn đầy tự tin vào trận đấu cuối cùng với Hy Lạp, đội mà họ đã gặp nhau ở Euro thứ ba liên tiếp. Tuy nhiên, mọi thứ đã không diễn ra như mong đợi khi Hy Lạp có bàn mở tỷ số vào cuối hiệp một. Trận đấu kết thúc với tỷ số thua 1–0 khiến người Nga bị loại khỏi giải đấu trước sự không tin tưởng của những người ủng hộ.
Việc bị loại khỏi vòng bảng được coi là một trong những bất ngờ lớn nhất của Euro và dẫn đến phản ứng thù địch từ người hâm mộ và giới truyền thông. Advocaat và hầu hết toàn đội, chẳng hạn như Andrey Arshavin, đã bị chỉ trích nặng nề vì sự tự tin thái quá của họ.

### World Cup 2014
Vào tháng 7 năm 2012, huấn luyện viên người Ý Fabio Capello được bổ nhiệm làm tân huấn luyện viên đội tuyển Nga, sau khi bị Hiệp hội bóng đá Anh sa thải vào tháng 2.
Nga đã thi đấu ở bảng F của vòng loại World Cup và giành vị trí đầu tiên sau trận hòa 1-1 với Azerbaijan trong trận đấu cuối cùng của họ. Vào tháng 1 năm 2014, sau khi đã đạt được tiêu chuẩn, Capello đã được tưởng thưởng bằng một bản hợp đồng mới có thời hạn 4 năm kéo dài đến FIFA World Cup 2018 tại Nga.
Nga nằm ở bảng H với Hàn Quốc, Bỉ và Algérie. Trong trận đấu đầu tiên ở vòng bảng, gặp Hàn Quốc, thủ môn Igor Akinfeev đã lóng ngóng trước cú sút xa của Lee Keun-ho, đưa bóng đi chệch cột dọc để dẫn trước cho Hàn Quốc. Sau đó, Nga tiếp tục gỡ hòa nhờ cầu thủ dự bị Aleksandr Kerzhakov, người đã gỡ hòa với kỷ lục 26 bàn của Vladimir Beschastnykh cho Nga, và trận đấu kết thúc với tỷ số 1–1. Trong trận đấu thứ hai, Nga cầm hòa Bỉ với tỷ số 0–0 tại Maracanã cho đến khi cầu thủ vào thay người Divock Origi ghi bàn thắng duy nhất ở phút 88. Trận đấu cuối cùng vòng bảng giữa Algérie và Nga vào ngày 26 tháng 6 kết thúc 1-1, giúp Algérie đi tiếp và loại Nga khỏi giải. Một chiến thắng cho Nga sẽ giúp họ vượt qua vòng bảng, và họ đã dẫn trước trận đấu với tỷ số 1–0 sau sáu phút nhờ công của Aleksandr Kokorin. Ở phút thứ 60 của trận đấu, một tia laze xanh đã chiếu vào mặt thủ thành Akinfeev khi anh đang cản phá một quả phạt trực tiếp của Algérie, từ đó Islam Slimani ghi bàn gỡ hòa. Cả Akinfeev và huấn luyện viên Fabio Capello đều đổ lỗi cho tia laser trong bàn thua quyết định.

### Euro 2016
Nga được xếp vào bảng G của vòng loại UEFA Euro 2016 cùng với Thụy Điển, Áo, Montenegro, Moldova và Liechtenstein. Nga đã bắt đầu chiến dịch của họ một cách tốt đẹp với chiến thắng 4–0 trước Liechtenstein. Tiếp sau đó là chuỗi phong độ không suôn sẻ của Nga, hai trận hòa 1-1 trước Thụy Điển và Moldova và hai trận thua 0-1 trước Áo. Nga được xử thắng 3–0 trước Montenegro do bạo loạn đám đông. Ở giai đoạn này, Nga có vẻ như đang đứng thứ ba trong bảng của họ trước khi họ trở lại bằng cách giành chiến thắng trong các trận đấu còn lại trước Thụy Điển, Liechtenstein, Moldova và Montenegro để đứng thứ hai trong bảng đấu loại của họ trên Thụy Điển và đủ điều kiện tham dự VCK Euro 2016.
Trong vòng bảng của giải đấu, UEFA đã áp dụng biện pháp truất quyền thi đấu đối với đội tuyển Nga vì hành vi gây rối với đám đông trong trận đấu vòng bảng với đội tuyển Anh. Nga bị loại khỏi giải trong trận đấu cuối cùng vòng bảng gặp Xứ Wales (thất bại 3–0); trước đó, họ chỉ thu được một điểm duy nhất từ trận hòa 1-1 trước Anh, sau đó là trận thua 2–1 trước Slovakia.

### Confederations Cup 2017
Nga đã đủ điều kiện tham dự Confederations Cup 2017 với tư cách chủ nhà, nhưng một lần nữa lại tạo ra một màn trình diễn tệ hại. Sau khi đánh bại New Zealand 2–0 ngay từ đầu, Nga đã khiến người hâm mộ thất vọng khi để thua 0–1 trước Bồ Đào Nha và 1–2 trước Mexico, do đó một lần nữa bị loại khỏi vòng bảng của một giải đấu lớn của FIFA. Bất chấp màn trình diễn tệ hại này, Stanislav Cherchesov, được bổ nhiệm làm huấn luyện viên đội tuyển Nga sau Euro 2016, được phép giữ công việc này vì RFU coi giải đấu là sự chuẩn bị cho World Cup 2018 của Nga hơn là giải đấu chính thức.

### World Cup 2018

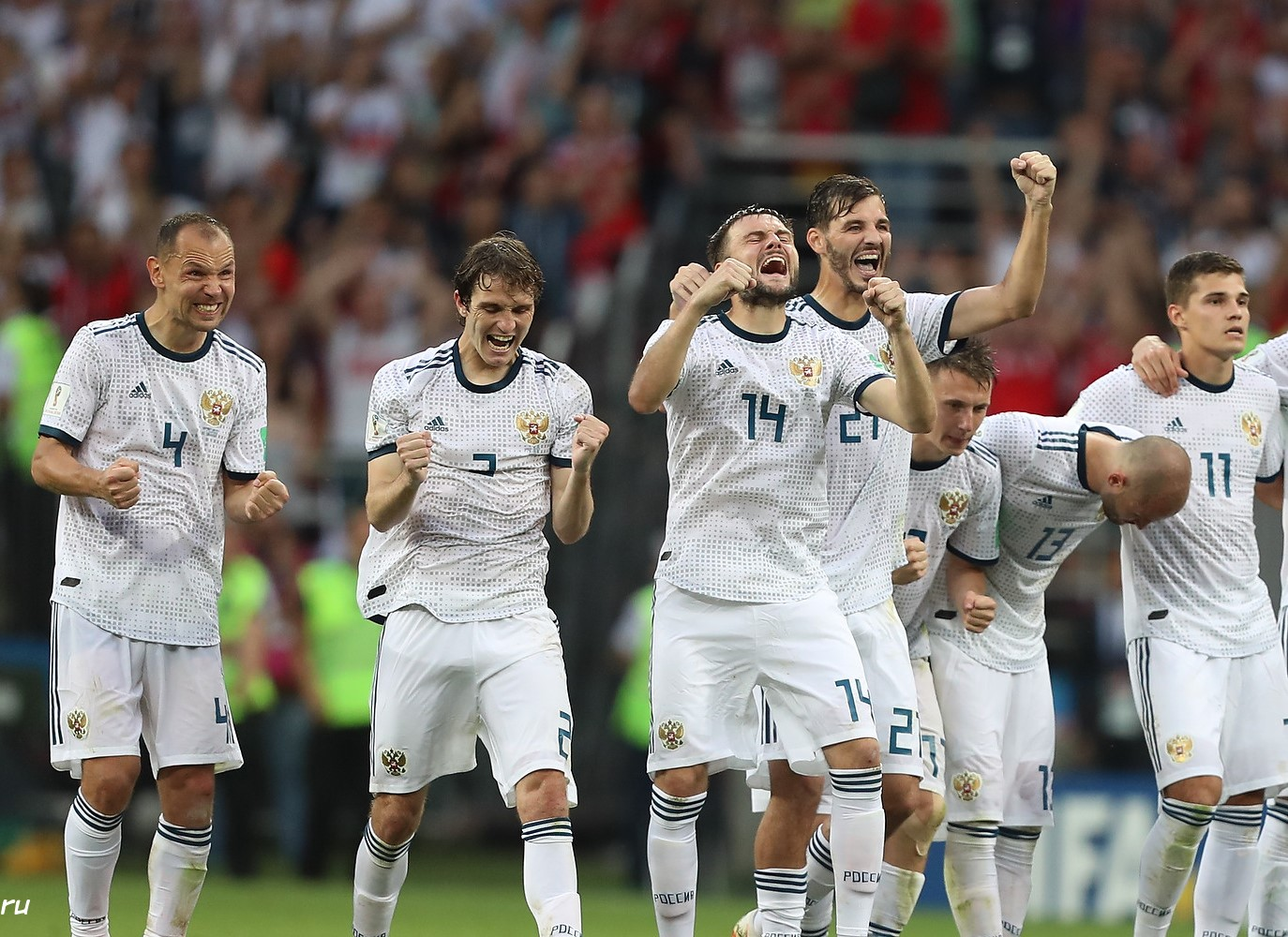
Đội tuyển Nga trong loạt sút luân lưu trong trận đấu loại trực tiếp đầu tiên với Tây Ban Nha tại FIFA World Cup 2018.

Vào ngày 2 tháng 12 năm 2010, Nga được chọn đăng cai World Cup 2018 và đương nhiên đủ điều kiện tham dự giải đấu. Trong các trận giao hữu trước giải đấu, Nga không có được kết quả tốt. Đội đã thua nhiều trận hơn là thắng và điều này khiến thứ hạng FIFA của họ rơi xuống thứ 70, thấp nhất trong số tất cả những đội tham dự World Cup và thấp nhất trong lịch sử bóng đá Nga. Nga nằm chung bảng A với Ả Rập Saudi, Ai Cập và Uruguay ở vòng bảng.
Tuy nhiên, mặc dù có một loạt các kết quả kém cỏi trong các trận khởi động, Nga đã bắt đầu chiến dịch World Cup của họ với màn hủy diệt Ả Rập Saudi với tỷ số 5–0, đội hơn họ 3 bậc trên bảng xếp hạng, vào ngày 14 tháng 6 trong trận mở màn. của FIFA World Cup 2018. Vào ngày 19 tháng 6, Nga thắng trận thứ hai của vòng bảng, đánh bại Ai Cập với tỷ số 3–1, nâng hiệu số bàn thắng bại lên +7 chỉ sau hai trận đã đấu. Chiến thắng trước Ai Cập tất cả đã đảm bảo cho Nga tiến vào vòng loại trực tiếp lần đầu tiên kể từ năm 1986, khi họ thi đấu với danh xưng Liên Xô; và cũng là lần đầu tiên trong lịch sử của họ với tư cách là một quốc gia độc lập. Họ chính thức vượt qua vòng loại trực tiếp vào ngày hôm sau, sau chiến thắng 1–0 của Uruguay trước Ả Rập Xê Út. Trận cuối vòng bảng của Nga là trận đấu với nhà vô địch thế giới hai lần (1930 và 1950) và cường quốc Uruguay, thua 3–0, và đứng thứ hai sau vòng bảng.
Tiến lên từ vị trí thứ hai của nhóm, Nga đối đầu với Tây Ban Nha tại Vòng 16 ở Moskva. Tây Ban Nha được coi là một trong những giải đấu được yêu thích nhất với nhiều cầu thủ xuất sắc ở cấp câu lạc bộ và quốc tế, đã vô địch giải đấu năm 2010. Nga đã gây bất ngờ trước Tây Ban Nha trong một trong những cú sốc lớn nhất trong lịch sử World Cup; đánh bại họ trong loạt sút luân lưu sau khi trận đấu kết thúc với tỷ số 1-1 trong thời gian thi đấu chính thức. BBC Sport và The Guardian mô tả đây là một trong những bất ngờ lớn nhất của giải đấu, khi xem xét cách Nga là đội có thứ hạng thấp nhất trước cuộc thi, và theo một số người, có một trong những đội tệ nhất của cuộc thi. Trước những người Tây Ban Nha nổi tiếng với tiki-taka, huấn luyện viên Stanislav Cherchesov đã sử dụng một đội hình 5–3–1–1 chơi phòng ngự lùi sâu và phòng ngự với mười người nhưng vẫn để thủng lưới một bàn sau một pha phản lưới nhà của trung vệ lớn tuổi Ignashevich. Bàn gỡ hòa 1-1 được tiền đạo Artem Dzyuba ghi từ một quả phạt đền sau khi trung vệ của Tây Ban Nha Gerard Pique phạm lỗi để bóng chạm tay trong vòng cấm. Thủ môn Igor Akinfeev, người đã cản phá hai quả phạt đền bao gồm một pha cản phá bằng chân để từ chối Iago Aspas của Tây Ban Nha, được bầu chọn là "Budweiser Man of the Match". Chiến thắng trước Tây Ban Nha đã khiến những người ủng hộ và người dân Nga có những màn ăn mừng cuồng nhiệt, khi họ lọt vào tứ kết lần đầu tiên kể từ sau thời kỳ Liên Xô. Bình luận viên Denis Kazansky của kênh Match TV cho biết: "Ngay từ ngày đầu tiên, chúng tôi đã không kỳ vọng nhiều vào đội bóng của mình. Sau đó, suy nghĩ dần chuyển sang chiến thắng. Những gì chúng tôi thấy là sự thay đổi đáng kể trong thái độ của mọi người và trong lịch sử bóng đá Nga."

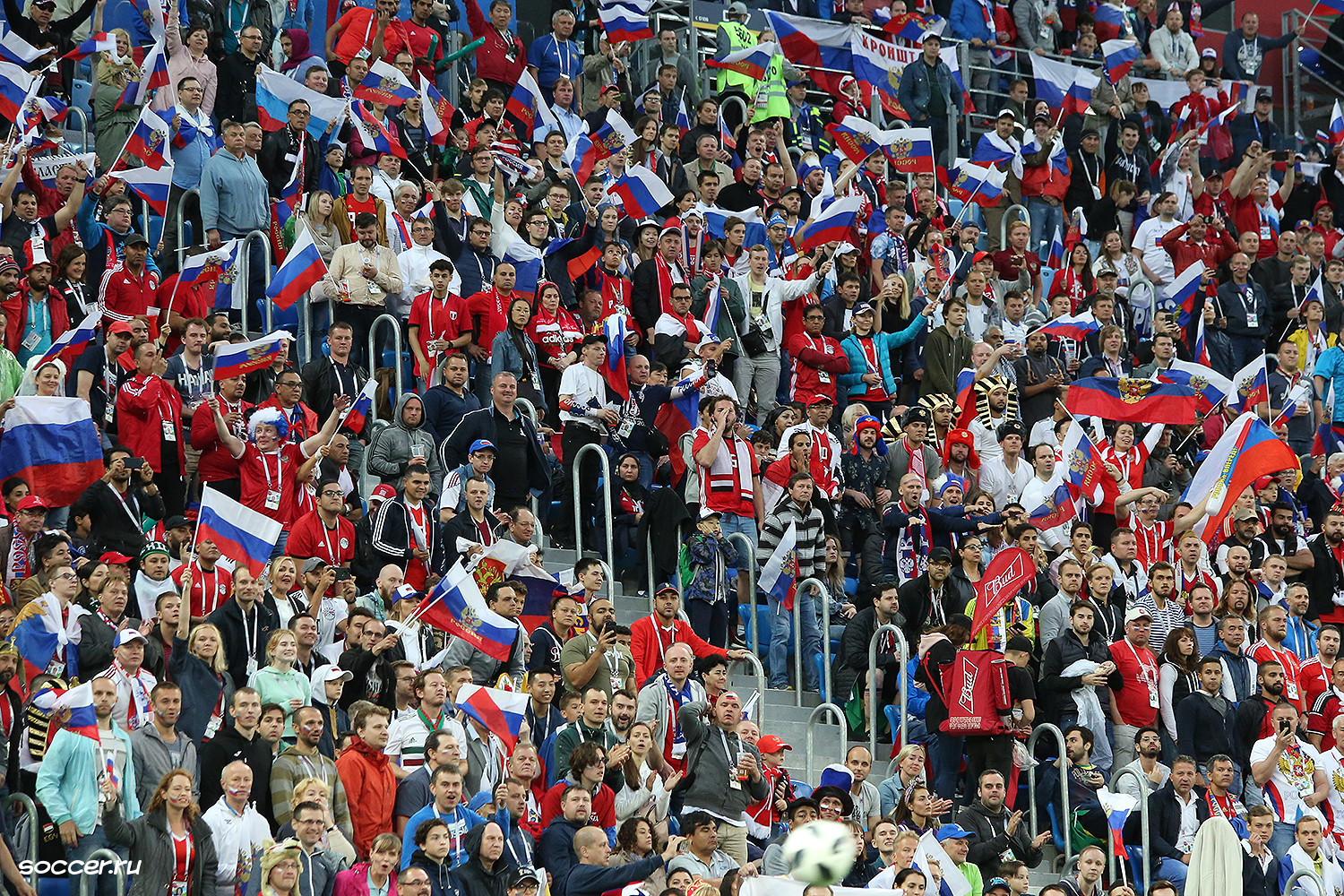
Những cổ động viên bóng đá Nga tại FIFA World Cup 2018.

Sau đó, Nga đấu với Croatia trong trận tứ kết diễn ra tại Sochi, vào ngày 7 tháng 7. Huấn luyện viên Stanislav Cherchesov chuyển sang sử dụng hàng thủ 4 người đã khai thác thành công lối chơi tấn công của Croatia vốn tỏ ra dễ bị phản công của Nga. Nga ghi bàn đầu tiên (một pha sút xa của Denis Cheryshev, đó là bàn thắng thứ tư của anh trong giải đấu và sau đó được đề cử cho Giải thưởng Puskás) và cuối cùng (một cú đánh đầu của Mário Fernandes ở phút 115) khi trận đấu kết thúc 2–2 sau hiệp phụ, và sau đó bị loại 3-4 trong loạt sút luân lưu. Tuy nhiên, đây là kỳ World Cup hay nhất của Nga hoạt động kể từ sau thời kỳ Liên Xô. Đội đã đến thăm FIFA Fan Fest ở Moskva vào Chủ nhật, ngày 8 tháng 7 năm 2018, để cảm ơn những người ủng hộ của họ và nói lời tạm biệt. Sau khi World Cup diễn ra, vị trí của Nga trong bảng xếp hạng FIFA đã tăng từ 70 lên 49.

### UEFA Nations League 2018–19
Nga tham dự UEFA Nations League lần đầu tiên, nơi họ bị cầm hòa với Thổ Nhĩ Kỳ và Thụy Điển. Nga đã có một khởi đầu đầy hứa hẹn, với hai chiến thắng trước Thổ Nhĩ Kỳ và một trận hòa trên sân nhà trước Thụy Điển. Tuy nhiên, Nga đã lãng phí cơ hội thăng hạng lên League A sau khi nhận thất bại 0–2 trước Thụy Điển, do đó họ mất vị trí đầu tiên vào tay Thụy Điển và buộc phải ở lại League B.

### Euro 2020
Về vòng loại, đội tuyển Nga được xếp vào bảng I với Bỉ là đối thủ khó chơi nhất. Ngoài Bỉ, những đối thủ còn lại là Kazakhstan, San Marino, Síp và Scotland.
Ngoại trừ trận thua 1-3 trước người Bỉ trên sân khách, Nga đã đánh bại các đối thủ khác trong nhóm. Đội tuyển Nga đã đánh bại San Marino với tỷ số 9–0 sau hai trận thắng 7–0 vào năm 1995 và năm 2015. Cùng với chiến thắng trước San Marino, Nga đã đánh bại Scotland, Síp và Kazakhstan hai lần và cuối cùng lọt vào VCK Euro 2020. Nga củng cố vị trí thứ hai của mình trong bảng mặc dù bị đội xếp thứ nhất Bỉ đè bẹp với tỷ số 1–4 trên sân nhà.
Nga đã thua trận đầu tiên trước Bỉ với thất bại 3–0, nhưng đã thắng trận thứ hai trước Phần Lan với tỷ số 1–0. Tuy nhiên, Nga đã bị loại khỏi đối thủ trong trận đấu cuối cùng vòng bảng với Đan Mạch, nơi họ thua 1–4.
Sau khi Nga bị loại khỏi giải đấu, Stanislav Cherchesov đã bị sa thải khỏi cương vị huấn luyện viên.

### Giải UEFA Nations League 2020–21
Nga đã thi đấu ở League B cho mùa giải, qua đó cùng với Thổ Nhĩ Kỳ , Serbia và Hungary. Nga khởi đầu thoải mái, đánh bại Serbia và Hungary để giành vị trí đầu tiên. Trong hai trận đấu gần đây nhất, họ phải chịu hai trận thua tại Thổ Nhĩ Kỳ và 0–5 trước Serbia và kết thúc bảng ở vị trí thứ hai, còn lại ở League B.

## Hình ảnh đội tuyển

### Trang phục và huy hiệu
Sau khi Liên Xô tan rã, Liên đoàn bóng đá Nga đã lựa chọn một bản sắc mới, thay thế bộ trang phục Adidas màu đỏ và trắng bằng các dải do Reebok cung cấp. Reebok đã giới thiệu đội tuyển trong bộ trang phục màu trắng, lam và đỏ phản ánh quốc kỳ Nga đã sẵn sàng. Năm 1997, Nike quyết định thiết kế đơn giản hơn chỉ sử dụng màu xanh và trắng. Thiết kế, được sử dụng tại FIFA World Cup 2002 và Euro 2004, chủ yếu bao gồm phần đế màu trắng với đường viền màu xanh lam và sự kết hợp đối lập cho bộ đồ đá banh sân khách. Sau khi không đủ điều kiện tham dự FIFA World Cup 2006, Nike đã chuyển sang một hướng khác bằng cách giới thiệu lại màu đỏ, lần này là áo đấu sân nhà, trong khi màu trắng được đảo ngược làm màu sân khách. Xu hướng này được tiếp tục bởi Adidas, người đã tiếp quản với tư cách là nhà cung cấp vào tháng 9 năm 2008.  Mùa giải 2009–10 đánh dấu một sự thay đổi lớn khác trong thiết kế bộ quần áo bóng đá với việc giới thiệu màu hạt dẻ và vàng làm chủ đạo. màu sắc nhà. Tuy nhiên, sự kết hợp này đã được chứng minh là tồn tại trong thời gian ngắn khi sự trở lại với màu đỏ và trắng được thực hiện vào năm 2011. Phiên bản của bộ quần áo bóng đá được sử dụng tại Euro 2012 có đế màu đỏ với đường viền vàng và cờ Nga được đặt theo đường chéo trong khi bộ quần áo bóng đá sân khách có màu trắng tối giản với sự kết hợp trang trí màu đỏ. Tại Giải vô địch bóng đá thế giới 2014, bộ quần áo bóng đá đã quay trở lại tông màu hạt dẻ và vàng một lần nữa, với các sọc màu cờ Nga được dựng theo chiều ngang ở tay áo, mặt trước bao gồm hoa văn ở các sắc thái khác nhau của màu hạt dẻ mô tả Đài tưởng niệm những kẻ chinh phục không gian. Bộ đồ đá banh sân khách 2014 chủ yếu có màu trắng với đường viền màu xanh lam, phần trên cùng của mặt trước bên dưới phần trang trí cho thấy quang cảnh Trái đất từ không gian. Hai bên và mặt sau của cổ áo được làm bằng màu sắc của quốc kỳ Nga. Bộ quần áo bóng đá của FIFA World Cup 2018 không có nhiều trang trí trong đó, ngoại trừ quốc huy. Áo đấu màu đỏ sân nhà có thiết kế rất giống với đồng phục của đội tuyển bóng đá Olympic Liên Xô mà nó sử dụng tại Thế vận hội mùa hè 1988, giải đấu lớn cuối cùng tính đến năm 2018 mà Nga hoặc Liên Xô vô địch. Mặt sau của mặt trong áo có in khẩu hiệu "Cùng nhau đi đến chiến thắng" (tiếng Nga : Вместе к победе) bên dưới cổ áo. Nhà cung cấp áo đấu chính thức của đội tuyển Nga kể từ năm 2008 là Adidas.

#### Nhà tài trợ trang phục
| Nhà tài trợ | Giai đoạn |
| ----------- | --------- |
| Adidas      | 1992–1993 |
| Reebok      | 1993–1996 |
| Nike        | 1997–2008 |
| Adidas      | 2008–2024 |
| Jögel       | 2024–2026 |

## Danh hiệu
Do Nga là quốc gia kế tục Liên Xô nên tất cả các danh hiệu này thuộc về đội tuyển Nga
- Vô địch châu Âu: 1

Vô địch: 1960
Á quân: 1964; 1972; 1988

## Thành tích tại các giải đấu

### Giải vô địch thế giới
Đội tuyển Nga đã 11 lần tham dự một vòng chung kết Giải vô địch bóng đá thế giới, trong đó thành tích cao nhất là vị trí thứ 4 năm 1966 với tư cách là Liên Xô.
| Năm                  | Vòng đấu                                           | Thứ hạng                                           | Trận                                               | Thắng                                              | Hoà                                                | Thua                                               | Bàn thắng                                          | Bàn thua                                           |
| Dưới tư cách Liên Xô | Dưới tư cách Liên Xô                               | Dưới tư cách Liên Xô                               | Dưới tư cách Liên Xô                               | Dưới tư cách Liên Xô                               | Dưới tư cách Liên Xô                               | Dưới tư cách Liên Xô                               | Dưới tư cách Liên Xô                               | Dưới tư cách Liên Xô                               |
| -------------------- | -------------------------------------------------- | -------------------------------------------------- | -------------------------------------------------- | -------------------------------------------------- | -------------------------------------------------- | -------------------------------------------------- | -------------------------------------------------- | -------------------------------------------------- |
| 1930 đến 1938        | Không tham dự, vì chưa phải là thành viên của FIFA | Không tham dự, vì chưa phải là thành viên của FIFA | Không tham dự, vì chưa phải là thành viên của FIFA | Không tham dự, vì chưa phải là thành viên của FIFA | Không tham dự, vì chưa phải là thành viên của FIFA | Không tham dự, vì chưa phải là thành viên của FIFA | Không tham dự, vì chưa phải là thành viên của FIFA | Không tham dự, vì chưa phải là thành viên của FIFA |
| 1950 đến 1954        | Không tham dự                                      | Không tham dự                                      | Không tham dự                                      | Không tham dự                                      | Không tham dự                                      | Không tham dự                                      | Không tham dự                                      | Không tham dự                                      |
| 1958                 | Tứ kết                                             | 6                                                  | 5                                                  | 2                                                  | 1                                                  | 2                                                  | 5                                                  | 6                                                  |
| 1962                 | Tứ kết                                             | 6                                                  | 4                                                  | 2                                                  | 1                                                  | 1                                                  | 9                                                  | 7                                                  |
| 1966                 | Hạng 4                                             | 4                                                  | 6                                                  | 4                                                  | 0                                                  | 2                                                  | 10                                                 | 6                                                  |
| 1970                 | Tứ kết                                             | 5                                                  | 4                                                  | 2                                                  | 1                                                  | 1                                                  | 6                                                  | 2                                                  |
| 1974 đến 1978        | Không vượt qua vòng loại                           | Không vượt qua vòng loại                           | Không vượt qua vòng loại                           | Không vượt qua vòng loại                           | Không vượt qua vòng loại                           | Không vượt qua vòng loại                           | Không vượt qua vòng loại                           | Không vượt qua vòng loại                           |
| 1982                 | Vòng 1                                             | 7                                                  | 5                                                  | 2                                                  | 2                                                  | 1                                                  | 7                                                  | 4                                                  |
| 1986                 | Vòng 2                                             | 10                                                 | 4                                                  | 2                                                  | 1                                                  | 1                                                  | 12                                                 | 5                                                  |
| 1990                 | Vòng 1                                             | 17                                                 | 3                                                  | 1                                                  | 0                                                  | 2                                                  | 4                                                  | 4                                                  |
| 1990                 | Vòng 1                                             | 17                                                 | 3                                                  | 1                                                  | 0                                                  | 2                                                  | 4                                                  | 4                                                  |
| Dưới tư cách Nga     |                                                    |                                                    |                                                    |                                                    |                                                    |                                                    |                                                    |                                                    |
| 1994                 | Vòng 1                                             | 18                                                 | 3                                                  | 1                                                  | 0                                                  | 2                                                  | 7                                                  | 6                                                  |
| 1998                 | Không vượt qua vòng loại                           | Không vượt qua vòng loại                           | Không vượt qua vòng loại                           | Không vượt qua vòng loại                           | Không vượt qua vòng loại                           | Không vượt qua vòng loại                           | Không vượt qua vòng loại                           | Không vượt qua vòng loại                           |
| 2002                 | Vòng 1                                             | 22                                                 | 3                                                  | 1                                                  | 0                                                  | 2                                                  | 4                                                  | 4                                                  |
| 2006 đến 2010        | Không vượt qua vòng loại                           | Không vượt qua vòng loại                           | Không vượt qua vòng loại                           | Không vượt qua vòng loại                           | Không vượt qua vòng loại                           | Không vượt qua vòng loại                           | Không vượt qua vòng loại                           | Không vượt qua vòng loại                           |
| 2014                 | Vòng 1                                             | 24                                                 | 3                                                  | 0                                                  | 2                                                  | 1                                                  | 2                                                  | 3                                                  |
| 2018                 | Tứ kết                                             | 8                                                  | 5                                                  | 2                                                  | 2                                                  | 1                                                  | 11                                                 | 7                                                  |
| 2022 đến 2026        | Bị cấm tham dự                                     | Bị cấm tham dự                                     | Bị cấm tham dự                                     | Bị cấm tham dự                                     | Bị cấm tham dự                                     | Bị cấm tham dự                                     | Bị cấm tham dự                                     | Bị cấm tham dự                                     |
| 2030                 | Chưa xác định                                      | Chưa xác định                                      | Chưa xác định                                      | Chưa xác định                                      | Chưa xác định                                      | Chưa xác định                                      | Chưa xác định                                      | Chưa xác định                                      |
| 2034                 | Chưa xác định                                      | Chưa xác định                                      | Chưa xác định                                      | Chưa xác định                                      | Chưa xác định                                      | Chưa xác định                                      | Chưa xác định                                      | Chưa xác định                                      |
| Tổng cộng            | 1 lần hạng 4                                       | 12/22                                              | 48                                                 | 20                                                 | 10                                                 | 18                                                 | 81                                                 | 58                                                 |

### Giải vô địch châu Âu
Đội tuyển Nga đã 12 lần tham dự một vòng chung kết Giải vô địch bóng đá châu Âu, trong đó thành tích cao nhất là chức vô địch năm 1960 với tư cách là Liên Xô.
| Năm                  | Vòng đấu                 | Trận đấu                 | Thắng                    | Hoà                      | Thua                     | Bàn thắng                | Bàn thua                 |
| Dưới tư cách Liên Xô | Dưới tư cách Liên Xô     | Dưới tư cách Liên Xô     | Dưới tư cách Liên Xô     | Dưới tư cách Liên Xô     | Dưới tư cách Liên Xô     | Dưới tư cách Liên Xô     | Dưới tư cách Liên Xô     |
| -------------------- | ------------------------ | ------------------------ | ------------------------ | ------------------------ | ------------------------ | ------------------------ | ------------------------ |
| 1960                 | Vô địch                  | 2                        | 2                        | 0                        | 0                        | 5                        | 1                        |
| 1964                 | Á quân                   | 2                        | 1                        | 0                        | 1                        | 4                        | 2                        |
| 1968                 | Hạng 4                   | 2                        | 0                        | 1                        | 1                        | 0                        | 2                        |
| 1972                 | Á quân                   | 2                        | 1                        | 0                        | 1                        | 1                        | 3                        |
| 1976 đến 1984        | Không vượt qua vòng loại | Không vượt qua vòng loại | Không vượt qua vòng loại | Không vượt qua vòng loại | Không vượt qua vòng loại | Không vượt qua vòng loại | Không vượt qua vòng loại |
| 1988                 | Á quân                   | 5                        | 3                        | 1                        | 1                        | 7                        | 4                        |
| Dưới tư cách SNG     |                          |                          |                          |                          |                          |                          |                          |
| 1992                 | Vòng 1                   | 3                        | 0                        | 2                        | 1                        | 1                        | 4                        |
| Dưới tư cách Nga     |                          |                          |                          |                          |                          |                          |                          |
| 1996                 | Vòng 1                   | 3                        | 0                        | 1                        | 2                        | 4                        | 8                        |
| 2000                 | Không vượt qua vòng loại | Không vượt qua vòng loại | Không vượt qua vòng loại | Không vượt qua vòng loại | Không vượt qua vòng loại | Không vượt qua vòng loại | Không vượt qua vòng loại |
| 2004                 | Vòng 1                   | 3                        | 1                        | 0                        | 2                        | 2                        | 4                        |
| 2008                 | Bán kết                  | 5                        | 3                        | 0                        | 2                        | 7                        | 8                        |
| 2012                 | Vòng 1                   | 3                        | 1                        | 1                        | 1                        | 5                        | 3                        |
| 2016                 | Vòng 1                   | 3                        | 0                        | 1                        | 2                        | 2                        | 6                        |
| 2020                 | Vòng 1                   | 3                        | 1                        | 0                        | 2                        | 2                        | 7                        |
| 2024                 | Bị cấm tham dự           | Bị cấm tham dự           | Bị cấm tham dự           | Bị cấm tham dự           | Bị cấm tham dự           | Bị cấm tham dự           | Bị cấm tham dự           |
| 2028                 | Chưa xác định            | Chưa xác định            | Chưa xác định            | Chưa xác định            | Chưa xác định            | Chưa xác định            | Chưa xác định            |
| 2032                 | Chưa xác định            | Chưa xác định            | Chưa xác định            | Chưa xác định            | Chưa xác định            | Chưa xác định            | Chưa xác định            |
| Tổng cộng            | 12/16 1 lần vô địch      | 36                       | 13                       | 7                        | 16                       | 40                       | 52                       |

### UEFA Nations League
| Thành tích tại UEFA Nations League | Thành tích tại UEFA Nations League | Thành tích tại UEFA Nations League | Thành tích tại UEFA Nations League | Thành tích tại UEFA Nations League | Thành tích tại UEFA Nations League | Thành tích tại UEFA Nations League | Thành tích tại UEFA Nations League | Thành tích tại UEFA Nations League | Thành tích tại UEFA Nations League | Thành tích tại UEFA Nations League |
| Mùa giải                           | Hạng đấu                           | Bảng                               | Pld                                | W                                  | D                                  | L                                  | GF                                 | GA                                 | RK                                 |                                    |
| ---------------------------------- | ---------------------------------- | ---------------------------------- | ---------------------------------- | ---------------------------------- | ---------------------------------- | ---------------------------------- | ---------------------------------- | ---------------------------------- | ---------------------------------- | ---------------------------------- |
| 2018–19                            | B                                  | 2                                  | 4                                  | 2                                  | 1                                  | 1                                  | 4                                  | 3                                  | 17th                               |                                    |
| 2020–21                            | B                                  | 3                                  | 6                                  | 2                                  | 2                                  | 2                                  | 9                                  | 12                                 | 24th                               |                                    |
| 2022–23                            | Bị cấm tham dự                     | Bị cấm tham dự                     | Bị cấm tham dự                     | Bị cấm tham dự                     | Bị cấm tham dự                     | Bị cấm tham dự                     | Bị cấm tham dự                     | Bị cấm tham dự                     | Bị cấm tham dự                     |                                    |
| Tổng cộng                          | Tổng cộng                          | Tổng cộng                          | 10                                 | 4                                  | 3                                  | 3                                  | 13                                 | 15                                 | 17th                               | 17th                               |

### Cúp Liên đoàn các châu lục
| Năm           | Vòng                      | Thứ hạng                  | Trận                      | Thắng                     | Hòa                       | Thua                      | BT                        | BB                        |
| ------------- | ------------------------- | ------------------------- | ------------------------- | ------------------------- | ------------------------- | ------------------------- | ------------------------- | ------------------------- |
| 1992 đến 2013 | Không giành quyền tham dự | Không giành quyền tham dự | Không giành quyền tham dự | Không giành quyền tham dự | Không giành quyền tham dự | Không giành quyền tham dự | Không giành quyền tham dự | Không giành quyền tham dự |
| 2017          | Vòng 1                    | 5/8                       | 3                         | 1                         | 0                         | 2                         | 3                         | 3                         |
| Tổng cộng     |                           | 1/10                      | 3                         | 1                         | 0                         | 2                         | 3                         | 3                         |

* Hòa bao gồm các trận đấu loại trực tiếp phải quyết định bằng sút phạt đền. Màu tối hơn chỉ chiến thắng, màu bình thường chỉ thất bại.

### Thế vận hội
- (Nội dung thi đấu dành cho cấp đội tuyển quốc gia cho đến kỳ Đại hội năm 1988)

| Năm           | Vòng đấu                               | Trận đấu                               | Thắng                                  | Hoà                                    | Thua                                   | Bàn thắng                              | Bàn thua                               |
| ------------- | -------------------------------------- | -------------------------------------- | -------------------------------------- | -------------------------------------- | -------------------------------------- | -------------------------------------- | -------------------------------------- |
| 1900 đến 1908 | Không tham dự                          | Không tham dự                          | Không tham dự                          | Không tham dự                          | Không tham dự                          | Không tham dự                          | Không tham dự                          |
| 1912          | Tứ kết                                 | 1                                      | 0                                      | 0                                      | 1                                      | 1                                      | 2                                      |
| 1920 đến 1988 | Không tham dự, là một phần của Liên Xô | Không tham dự, là một phần của Liên Xô | Không tham dự, là một phần của Liên Xô | Không tham dự, là một phần của Liên Xô | Không tham dự, là một phần của Liên Xô | Không tham dự, là một phần của Liên Xô | Không tham dự, là một phần của Liên Xô |
| Tổng cộng     | 1/5 1 lần tứ kết                       | 1                                      | 0                                      | 0                                      | 1                                      | 1                                      | 2                                      |

## Kết quả thi đấu

### 2023
| 23 tháng 3 Giao hữu | Iran                 | 1–1      | Nga                     | Tehran, Iran                                                             |  |
| 20:30 UTC+3:30      | - Taremi 49' (ph.đ.) | Chi tiết | - Miranchuk 28' (ph.đ.) | Sân vận động: Sân vận động Azadi Trọng tài: Ilgiz Tantashev (Uzbekistan) |  |

| 26 tháng 3 Giao hữu | Nga                            | 2–0      | Iraq | Saint Petersburg, Nga                                                           |  |
| 18:00 UTC+3         | - Miranchuk 50' - Pinyayev 58' | Chi tiết |      | Sân vận động: Sân vận động Krestovsky Trọng tài: Akhrol Riskullaev (Uzbekistan) |  |

| 12 tháng 9 Giao hữu | Qatar           | 1–1      | Nga               | Al Wakrah, Qatar                                                    |  |
| 18:15 UTC+3         | - Alaaeldin 70' | Chi tiết | - Soldatenkov 90' | Sân vận động: Sân vận động Al Janoub Trọng tài: Ahmed Al-Kaf (Oman) |  |

| 12 tháng 10 Giao hữu | Nga        | 1–0      | Cameroon | Moscow, Nga                                                             |  |
| 19:00 UTC+3          | Chalov 40' | Chi tiết |          | Sân vận động: VTB Arena Trọng tài: Khaled Saleh Al Turais (Ả Rập Xê Út) |  |

| 16 tháng 10 Giao hữu | Nga                         | 2–2      | Kenya                  | Aksu, Turkey                                                                        |  |
| 19:00 UTC+3          | - Sobolev 8' - Oblyakov 89' | Chi tiết | - Akumu 16' - Juma 36' | Sân vận động: Khu liên hợp thể thao Mardan Trọng tài: Atilla Karaoğlan (Thổ Nhĩ Kỳ) |  |

| 20 tháng 11 Giao hữu | Nga | 8–0      | Cuba | Volgograd, Nga                                                                             |  |
| 19:30 UTC+3          | - Oblyakov 22' - Golovin 30' - An. Miranchuk 34' - Silyanov 55' - Sobolev 66' - Prutsev 68' - Krivtsov 74' - Mostovoy 78' | Chi tiết |      | Sân vận động: Volgograd Arena Lượng khán giả: 40,706 Trọng tài: Aleksei Kulbakov (Belarus) |  |

### 2024
| 21 tháng 3 Giao hữu | Nga                                                                            | 4–0      | Serbia | Moscow, Nga                                                                           |  |
| 20:00 UTC+3         | - An. Miranchuk 21' (ph.đ.) - Osipenko 32' - Al. Miranchuk 55' - Sergeev 90+1' | Chi tiết |        | Sân vận động: VTB Arena Lượng khán giả: 23,679 Trọng tài: Arda Kardeşler (Thổ Nhĩ Kỳ) |  |

| 7 tháng 6 Giao hữu | Belarus | 0–4      | Nga                                            | Minsk, Belarus                                                          |  |
| 20:00 UTC+3        |         | Chi tiết | - Oblyakov 8' - Tyukavin 20' - Chalov 63', 69' | Sân vận động: Sân vận động Dinamo Trọng tài: Rustam Omarov (Kazakhstan) |  |

| 5 tháng 9 Giao hữu | Việt Nam | 0–3      | Nga                                                    | Hà Nội, Việt Nam                                                                |  |
| 20:00 UTC+7        |          | Chi tiết | - Kuzyayev 24' - Vũ Văn Thanh 62' (l.n.) - Musayev 77' | Sân vận động: Sân vận động Quốc gia Mỹ Đình Trọng tài: Yusri Mohamad (Malaysia) |  |

| 7 tháng 9 Giao hữu                                                    | Thái Lan | v        | Nga | Hà Nội, Việt Nam                            |  |
| 20:00 UTC+7                                                           |          | Chi tiết |     | Sân vận động: Sân vận động Quốc gia Mỹ Đình |  |
| Ghi chú: Trận đấu bị hủy để bảo đảm an toàn do ảnh hưởng của bão Yagi |          |          |     |                                             |  |

| 15 tháng 11 Giao hữu | Nga | 11–0     | Brunei | Krasnodar, Nga                                                                |  |
| 19:00 UTC+3          | - Oblyakov 1' - Othman 7' (l.n.) - Morozov 9' - Oblyakov 28' - Sadulaev 48' - Krivtsov 57' - Musaev 62' - Mostovoy 67' - Chernikov 73' - Batrakov 79' - Adamov 87' | Chi tiết |        | Sân vận động: Sân vận động Krasnodar Trọng tài: Rustam Lutfullin (Uzbekistan) |  |

| 19 tháng 11 Giao hữu | Nga                                                                            | 4–0      | Syria | Volgograd, Nga                                       |  |
| 19:30 UTC+3          | - An. Miranchuk 21' (ph.đ.) - Osipenko 32' - Al. Miranchuk 55' - Sergeev 90+1' | Chi tiết |       | Sân vận động: Volgograd Arena Lượng khán giả: 35,620 |  |

### 2025
| 19 tháng 3 Giao hữu | Nga                                                               | 5–0      | Grenada | Moscow, Russia                                                                         |  |
| 20:00 UTC+3         | - Prutsev 16' - Adamov 42' - Dzyuba 43' - Fomin 53' - Bakayev 60' | Chi tiết |         | Sân vận động: VTB Arena Lượng khán giả: 15,823 Trọng tài: Ilgiz Tantashev (Uzbekistan) |  |

| 25 tháng 3 Giao hữu | Nga | v        | Zambia | Moscow, Russia          |  |
| 20:00 UTC+3         |     | Chi tiết |        | Sân vận động: VTB Arena |  |

| 6 tháng 6 Giao hữu | Nga | v | Nigeria | Nga |
| --:-- UTC+3        |     |   |         |     |

| 10 tháng 6 Giao hữu | Belarus | v | Nga | Belarus |
| --:-- UTC+3         |         |   |     |         |

## Cầu thủ

### Đội hình hiện tại
Danh sách cầu thủ chính thức được triệu tập cho các trận giao hữu với Grenada vào ngày 19 tháng 3 năm 2025 và với Zambia vào ngày 25 tháng 3 năm 2025.
| Số | VT | Cầu thủ                   | Ngày sinh (tuổi)  | Trận | Bàn | Câu lạc bộ             |
| -- | -- | ------------------------- | ----------------- | ---- | --- | ---------------------- |
| 12 | TM | Yevgeni Latyshonok        | 21 tháng 6, 1998  | 2    | 0   | Zenit Saint Petersburg |
| 16 | TM | Stanislav Agkatsev        | 9 tháng 1, 2002   | 2    | 0   | Krasnodar              |
| 31 | TM | Yevgeni Staver            | 16 tháng 2, 1998  | 0    | 0   | Rubin Kazan            |
|    |    |                           |                   |      |     |                        |
| 2  | HV | Aleksandr Soldatenkov     | 28 tháng 12, 1996 | 7    | 1   | Krylia Sovetov Samara  |
| 4  | HV | Danil Krugovoy            | 28 tháng 5, 1998  | 3    | 0   | CSKA Moscow            |
| 14 | HV | Turpal-Ali Ibishev        | 18 tháng 2, 2002  | 1    | 0   | Akhmat Grozny          |
| 19 | HV | Ruslan Litvinov           | 18 tháng 8, 2001  | 5    | 0   | Spartak Moscow         |
| 21 | HV | Arsen Adamov              | 20 tháng 10, 1999 | 5    | 2   | Akhmat Grozny          |
| 23 | HV | Yuri Gorshkov             | 13 tháng 3, 1999  | 5    | 0   | Zenit Saint Petersburg |
| 24 | HV | Aleksandr Silyanov        | 17 tháng 2, 2002  | 9    | 1   | Lokomotiv Moscow       |
|    |    |                           |                   |      |     |                        |
| 7  | TV | Zelimkhan Bakayev         | 1 tháng 7, 1996   | 14   | 2   | Khimki                 |
| 10 | TV | Andrei Mostovoy           | 5 tháng 11, 1997  | 17   | 3   | Zenit Saint Petersburg |
| 15 | TV | Matvey Kislyak            | 26 tháng 7, 2005  | 1    | 0   | CSKA Moscow            |
| 17 | TV | Maksim Glushenkov         | 28 tháng 7, 1999  | 3    | 0   | Zenit Saint Petersburg |
| 20 | TV | Lechi Sadulayev           | 8 tháng 1, 2000   | 5    | 1   | Akhmat Grozny          |
| 25 | TV | Danil Prutsev             | 25 tháng 3, 2000  | 6    | 2   | Spartak Moscow         |
| 26 | TV | Aleksandr Chernikov       | 1 tháng 2, 2000   | 2    | 1   | Krasnodar              |
| 28 | TV | Aleksey Batrakov          | 9 tháng 6, 2005   | 3    | 1   | Lokomotiv Moscow       |
| 74 | TV | Daniil Fomin              | 2 tháng 3, 1997   | 18   | 1   | Dynamo Moscow          |
|    |    |                           |                   |      |     |                        |
| 11 | TĐ | Tamerlan Musayev          | 29 tháng 7, 2001  | 3    | 2   | CSKA Moscow            |
| 13 | TĐ | Ivan Sergeyev             | 11 tháng 5, 1995  | 4    | 1   | Krylia Sovetov         |
| 22 | TĐ | Artem Dzyuba (đội trưởng) | 22 tháng 8, 1988  | 56   | 31  | Akron Tolyatti         |

### Từng được triệu tập
Các cầu thủ dưới đây từng được triệu tập trong vòng 12 tháng.
| Vt | Cầu thủ              | Ngày sinh (tuổi)  | Số trận | Bt | Câu lạc bộ             | Lần cuối triệu tập            |
| --- | -------------------- | ----------------- | ------- | -- | ---------------------- | ----------------------------- |
| TM | Andrey Lunyov        | 13 tháng 11, 1991 | 8       | 0  | Dynamo Moscow          | v. Grenada, 19 March 2025PRE  |
| TM | Aleksandr Maksimenko | 19 tháng 3, 1998  | 2       | 0  | Spartak Moscow         | v. Grenada, 19 March 2025PRE  |
| TM | Ilya Lantratov       | 11 tháng 11, 1995 | 2       | 0  | Lokomotiv Moscow       | v. Syria, 19 November 2024    |
| TM | David Volk           | 11 tháng 4, 2001  | 0       | 0  | Dynamo Makhachkala     | v. Syria, 19 November 2024    |
| TM | Matvei Safonov       | 25 tháng 2, 1999  | 14      | 0  | Paris Saint-Germain    | v. Việt Nam, 5 September 2024 |
| |                      |                   |         |    |                        |                               |
| HV | Igor Diveyev         | 27 tháng 9, 1999  | 15      | 1  | CSKA Moscow            | v. Grenada, 19 March 2025PRE  |
| HV | Maksim Osipenko      | 16 tháng 5, 1994  | 12      | 3  | Rostov                 | v. Grenada, 19 March 2025PRE  |
| HV | Yevgeny Morozov      | 14 tháng 2, 2001  | 5       | 1  | Lokomotiv Moscow       | v. Grenada, 19 March 2025PRE  |
| HV | Valentin Paltsev     | 12 tháng 7, 2001  | 2       | 0  | Dynamo Makhachkala     | v. Grenada, 19 March 2025PRE  |
| HV | Ilya Vakhaniya       | 14 tháng 1, 2001  | 1       | 0  | Rostov                 | v. Grenada, 19 March 2025PRE  |
| HV | Douglas Santos       | 22 tháng 3, 1994  | 0       | 0  | Zenit Saint Petersburg | v. Grenada, 19 March 2025PRE  |
| HV | Vyacheslav Karavayev | 20 tháng 5, 1995  | 26      | 2  | Zenit Saint Petersburg | v. Syria, 19 November 2024    |
| HV | Ilya Samoshnikov     | 14 tháng 11, 1997 | 4       | 1  | Lokomotiv Moscow       | v. Syria, 19 November 2024    |
| HV | Daniil Khlusevich    | 26 tháng 2, 2001  | 6       | 0  | Spartak Moscow         | v. Việt Nam, 5 September 2024 |
| HV | Nikita Chernov       | 14 tháng 1, 1996  | 2       | 0  | Spartak Moscow         | v. Belarus, 7 June 2024       |
| HV | Andrei Langovich     | 28 tháng 5, 2003  | 0       | 0  | Rostov                 | v. Belarus, 7 June 2024       |
| |                      |                   |         |    |                        |                               |
| TV | Aleksei Miranchuk    | 17 tháng 10, 1995 | 46      | 8  | Atlanta United         | v. Grenada, 19 March 2025PRE  |
| TV | Anton Miranchuk      | 17 tháng 10, 1995 | 29      | 7  | Sion                   | v. Grenada, 19 March 2025PRE  |
| TV | Danil Glebov         | 3 tháng 11, 1999  | 14      | 0  | Dynamo Moscow          | v. Grenada, 19 March 2025PRE  |
| TV | Ivan Oblyakov        | 5 tháng 7, 1998   | 12      | 5  | CSKA Moscow            | v. Grenada, 19 March 2025PRE  |
| TV | Sergei Pinyayev      | 2 tháng 11, 2004  | 8       | 1  | Lokomotiv Moscow       | v. Grenada, 19 March 2025PRE  |
| TV | Nikita Krivtsov      | 18 tháng 8, 2002  | 3       | 2  | Krasnodar              | v. Grenada, 19 March 2025PRE  |
| TV | Nail Umyarov         | 27 tháng 6, 2000  | 0       | 0  | Spartak Moscow         | v. Grenada, 19 March 2025PRE  |
| TV | Ivan Komarov         | 15 tháng 4, 2003  | 0       | 0  | Rostov                 | v. Grenada, 19 March 2025PRE  |
| TV | Artyom Karpukas      | 13 tháng 6, 2002  | 5       | 0  | Lokomotiv Moscow       | v. Syria, 19 November 2024    |
| TV | Aleksandr Chernikov  | 1 tháng 2, 2000   | 2       | 1  | Krasnodar              | v. Brunei, 15 November 2024   |
| TV | Daler Kuzyayev       | 15 tháng 1, 1993  | 51      | 3  | Le Havre               | v. Việt Nam, 5 September 2024 |
| TV | Anton Zinkovsky      | 4 tháng 4, 1996   | 4       | 0  | Krylia Sovetov Samara  | v. Việt Nam, 5 September 2024 |
| TV | Kirill Shchetinin    | 17 tháng 1, 2002  | 0       | 0  | Rostov                 | v. Belarus, 7 June 2024       |
| |                      |                   |         |    |                        |                               |
| TĐ | Nikolay Komlichenko  | 29 tháng 6, 1995  | 7       | 1  | Rostov                 | v. Grenada, 19 March 2025PRE  |
| TĐ | Dmitry Vorobyov      | 28 tháng 11, 1997 | 1       | 0  | Lokomotiv Moscow       | v. Grenada, 19 March 2025PRE  |
| TĐ | Aleksandr Koksharov  | 20 tháng 12, 2004 | 0       | 0  | Pari Nizhny Novgorod   | v. Grenada, 19 March 2025PRE  |
| TĐ | Konstantin Tyukavin  | 22 tháng 6, 2002  | 6       | 1  | Dynamo Moscow          | v. Syria, 19 November 2024    |
| TĐ | Fyodor Chalov        | 10 tháng 4, 1998  | 9       | 3  | PAOK                   | v. Brunei, 15 November 2024   |
| Ghi chú - INJ = Không nằm trong đội hình hiện tại do gặp chấn thương. - PRE = Preliminary squad/standby. |                      |                   |         |    |                        |                               |

## Ban huấn luyện
| Vị trí          | Tên             |
| --------------- | --------------- |
| HLV trưởng      | Valeri Karpin   |
| Trợ lý HLV      | Nikolai Pisarev |
| Trợ lý HLV      | Viktor Onopko   |
| HLV thủ môn     | Vitaly Kafanov  |
| HLV thể lực     | Luis Martínez   |
| Người phân tích | Jonatan Alba    |

### Lịch sử huấn luyện viên
Tính đến 20 tháng 11 năm 2023
| Tên                            | Giai đoạn                           | Trận | Thắng | Hòa | Thua | Tỉ lệ % thắng |
| ------------------------------ | ----------------------------------- | ---- | ----- | --- | ---- | ------------- |
| Pavel Sadyrin                  | 1992–1994                           | 23   | 12    | 6   | 5    | 52.17         |
| Oleg Romantsev                 | 1994–1996, 1998–2002                | 60   | 36    | 14  | 10   | 60            |
| Boris Ignatyev                 | 1996–1998                           | 20   | 8     | 8   | 4    | 40            |
| Anatoliy Byshovets             | 1998                                | 6    | 0     | 0   | 6    | 0             |
| Valery Gazzaev                 | 2002–2003                           | 9    | 4     | 2   | 3    | 44.44         |
| Georgi Yartsev                 | 2003–2005                           | 19   | 8     | 6   | 5    | 42.11         |
| Yuri Semin                     | 2005                                | 7    | 3     | 4   | 0    | 42.86         |
| Aleksandr Borodyuk (caretaker) | 2006                                | 2    | 0     | 1   | 1    | 0             |
| Guus Hiddink                   | Tháng 7 năm 2006 – Tháng 6 năm 2010 | 39   | 22    | 7   | 10   | 56.41         |
| Dick Advocaat                  | Tháng 7 năm 2010 – Tháng 7 năm 2012 | 24   | 12    | 8   | 4    | 50            |
| Fabio Capello                  | Tháng 7 năm 2012 – Tháng 7 năm 2015 | 33   | 17    | 11  | 5    | 51.52         |
| Leonid Slutsky                 | Tháng 8 năm 2015 – Tháng 6 năm 2016 | 13   | 6     | 2   | 5    | 46.15         |
| Stanislav Cherchesov           | Tháng 8 năm 2016 – Tháng 7 năm 2021 | 56   | 24    | 13  | 19   | 42.86         |
| Valeri Karpin                  | Tháng 7 năm 2021 – nay              | 7    | 5     | 1   | 1    | 71.43         |

## Cầu thủ nổi tiếng
Đây là danh sách các cầu thủ nổi tiếng của đội tuyển bóng đá quốc gia Nga. Về các cầu thủ đội tuyển Liên Xô, xem đội tuyển bóng đá quốc gia Liên Xô.
| - Roman Pavlyuchenko - Igor Akinfeev - Dmitri Alenichev - Vladimir Beschastnykh - Andrei Kanchelskis - Valeri Karpin - Andrei Karyaka - Igor Kolyvanov - Igor Korneev - Dmitri Loskov - Aleksandr Golovin - Artem Dzyuba - Aleksandr Kerzhakov - Alexander Mostovoi |  | - Yuri Nikiforov - Viktor Onopko - Oleg Salenko - Igor Shalimov - Igor Simutenkov - Alexey Smertin - Andrey Tikhonov - Egor Titov - Andrey Arshavin - Sergei Ignashevich - Denis Cheryshev - Vasili Berezutski - Aleksei Miranchuk - Yuri Zhirkov |

## Kỷ lục cá nhân

### Kỷ lục cầu thủ
Tính đến 24 tháng 9 năm 2022
Các cầu thủ in đậm vẫn đang thi đấu cho đội tuyển.
Danh sách này không bao gồm những người cầu thủ đại diện cho Đế quốc Nga (1910−1914), Liên Xô (1924−1991) và Cộng đồng các Quốc gia Độc lập (1992).

#### Ra sân nhiều nhất

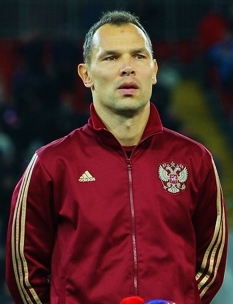
Sergei Ignashevich là cầu thủ khoác áo ĐT Nga nhiều nhất trong lịch sử với 127 lần khoác áo đội tuyển.

| #  | Tên                   | Số trận | Bàn thắng | Giai đoạn |
| -- | --------------------- | ------- | --------- | --------- |
| 1  | Sergei Ignashevich    | 127     | 8         | 2002–2018 |
| 2  | Igor Akinfeev         | 111     | 0         | 2004–2018 |
| 3  | Viktor Onopko         | 109     | 7         | 1992–2004 |
| 4  | Yuri Zhirkov          | 105     | 2         | 2005–2021 |
| 5  | Vasili Berezutskiy    | 101     | 5         | 2003–2016 |
| 6  | Aleksandr Kerzhakov   | 91      | 30        | 2002–2016 |
| 7  | Aleksandr Anyukov     | 77      | 1         | 2004–2013 |
| 8  | Andrey Arshavin       | 75      | 17        | 2002–2012 |
| 9  | Valeri Karpin         | 72      | 17        | 1992–2003 |
| 10 | Vladimir Beschastnykh | 71      | 26        | 1992–2003 |

Ghi chú
1. ↑  Viktor Onopko cũng ra sân 4 trận cho Cộng đồng các quốc gia độc lập.
2. ↑  Valeri Karpin cũng ra sân 1 trận cho Cộng đồng các quốc gia độc lập.

#### Ghi bàn nhiều nhất
| #  | Tên                   | Bàn thắng | Số trận | Hiệu suất | Giai đoạn |
| -- | --------------------- | --------- | ------- | --------- | --------- |
| 1  | Aleksandr Kerzhakov   | 30        | 91      | 0.33      | 2002–2016 |
| 1  | Artem Dzyuba          | 30        | 55      | 0.55      | 2011–2021 |
| 3  | Vladimir Beschastnykh | 26        | 71      | 0.37      | 1992–2003 |
| 4  | Roman Pavlyuchenko    | 21        | 51      | 0.41      | 2003–2012 |
| 5  | Valeri Karpin         | 17        | 72      | 0.24      | 1992–2003 |
| 5  | Andrey Arshavin       | 17        | 75      | 0.23      | 2002–2012 |
| 7  | Fyodor Smolov         | 16        | 44      | 0.36      | 2012–2021 |
| 8  | Dmitri Sychev         | 15        | 47      | 0.32      | 2002–2010 |
| 9  | Roman Shirokov        | 13        | 57      | 0.23      | 2008–2016 |
| 10 | Igor Kolyvanov        | 12        | 35      | 0.34      | 1992–1998 |
| 10 | Aleksandr Kokorin     | 12        | 48      | 0.25      | 2011–2017 |
| 10 | Denis Cheryshev       | 12        | 33      | 0.36      | 2012–2021 |

Ghi chú
1. ↑  Igor Kolyvanov cũng ra sân 19 trận và ghi 2 bàn cho Liên Xô, 5 trận và 1 bàn cho Cộng đồng các quốc gia độc lập.

### Hồ sơ huấn luyện
Số trận của huấn luyện viên
Oleg Romantsev: 60